# Johan Christian Ryge
Johan Christian Ryge, född den 8 februari 1780, död den 29 juni 1842, var en dansk skådespelare.
Ryge blev student 1795 och slog in på den medicinska banan, men uppträdde därjämte mycket gärna som skådespelare i privata kretsar och gav sig in vid teatern i Odense 1801. Då denna 1802 upphörde, återtog Ryge sina studier och blev medicine kandidat i Kiel 1805 samt medicine doktor 1806, varefter han 1807 blev stadsläkare i Flensborg, där han fick stor praktik. Hans gamla lust för scenen hade dock ej lämnat honom, och då kungliga teatern 1812 offentligen sökte nya skådespelare, anmälde sig Ryge och uppträdde 1813 i Palnatokes roll. Han visade sig snart vara en konstnär av första rang. Hans kraftiga stämma och yttre gjorde honom särskilt lämplig för hjälterollerna i Öhlenschlägers tragedier, men med sin allsidiga begåvning gjorde han också lycka såväl i det högre skådespelet som i Holbergs komedier och i vådeviller. Även på flera tyska teatrar skördade Ryge rikligt bifall 1814-15 samt 1824. Han var 1816-37 ekonomiinspektor och sedan 1829 sceninstruktör samt visade sig på dessa båda poster mycket nitisk, men även synnerligen härsklysten. Hans dotter, Nathalie Ryge, född 1816, död 1895, debuterade som skådespelerska 1837 och visade sig mycket skicklig både i lustspelet och det romantiska dramat, men lämnade scenen efter sitt giftermål, 1848, med greve Ahlefeldt-Laurvigen.